# Chandra: The Phantom Ferry - Part I
Chandra: The Phantom Ferry - Part I es el quincuagésimo primer álbum de estudio del grupo alemán de música electrónica Tangerine Dream. Publicado en junio de 2009 por el sello Eastgate se trata de la primera entrega de la serie Chandra una pareja de álbumes conceptuales basados en un manuscrito de ciencia ficción. La segunda parte, Chandra: The Phantom Ferry - Part II, se publicaría en abril de 2014.

## Producción
Grabado entre 2008 y 2009 en los estudios Eastgate (Viena) y Peninsula Room (Carmel) Chandra: The Phantom Ferry - Part I es un álbum compuesto e interpretado íntegramente por Edgar Froese, algo poco frecuente en la trayectoria de Tangerine Dream. Contiene 9 canciones instrumentales cuyo eje temático es la adaptación por parte de Froese de una obra de ciencia ficción hallada en 1977 en un cuartel militar situado en Qaanaaq -antigua Thule-, Groenlandia (Dinamarca).

"Una impresionante historia de ciencia ficción que tiene lugar en una sede militar cerca de Thule la capital de Groenlandia. El protagonista, Carlos, se encuentra con una entidad extraña que parece saber más sobre su vida y el mundo de lo que el ha imaginado.(...) sonidos atmosféricos, erupciones experimentales y armonías bien estructuradas. Un imprescindible para los aficionados."
Eastgate Music Shop (2009) 

Tras su publicación entre los seguidores del grupo se incidió en el hecho de que la última de las canciones, «Silence On A Crawler Lane», era extrañamente similar a la canción «Moonlight On A Crawler Lane» incluida por primera vez en la compilación de Edgar Froese Beyond The Storm publicada en 1995. En el foro de seguidores del grupo se consideró como una coincidencia ya que Edgar Froese figura como compositor o coautor acreditado, tanto en solitario como conjuntamente con otros artistas, en más de 1.000 canciones.

## Lista de temas
| N.º   | Título                               | Escritor(es) | Duración |  |
| 1.    | «Approaching Greenland At 7 p. m.»   | Edgar Froese | 7:48     |  |
| 2.    | «The Moondog Connection»             | Edgar Froese | 3:38     |  |
| 3.    | «Screaming Of The Dreamless Sleeper» | Edgar Froese | 6:56     |  |
| 4.    | «The Unknown Is The Truth»           | Edgar Froese | 7:31     |  |
| 5.    | «The Dance Without Dancers»          | Edgar Froese | 5:40     |  |
| 6.    | «Child Lost In Wilderness»           | Edgar Froese | 7:06     |  |
| 7.    | «Sailor Of The Lost Arch»            | Edgar Froese | 7:53     |  |
| 8.    | «Verses Of A Sisong»                 | Edgar Froese | 7:37     |  |
| 9.    | «Silence On A Crawler Lane»          | Edgar Froese | 4:05     |  |
| 58:34 |                                      |              |          |  |

## Personal
- Edgar Froese - intérprete, producción y diseño de portada
- Christian Gstettner - ingeniero de grabación
- Wolf Teleman - ingeniero de grabación
- Harald Pairits - masterización
- Bianca F. Acquaye - diseño de portada